# Большой колокол Бордо
Большой колокол Бордо́ (фр. Grosse cloche de Bordeaux), также Ворота Большого колокола (Porte de la Grosse Cloche), реже Ворота Святого Элигия (Porte Saint-Éloy) — городские ворота с надвратной колокольней конца XV века, находящиеся в историческом центре города Бордо (Франция). Наравне с Воротами Кайо являются редким примером сохранившейся в городе средневековой гражданской архитектуры. С 1886 года включены в реестр исторических памятников Франции.  

## История
Ворота, примыкающие к храму Святого Элигия, существовали на этом месте ещё в XII—XIII веках. Они были пробиты в крепостной стене для прохода паломников, следующих через Бордо по Пути Святого Иакова в испанский город Сантьяго-де-Компостела. Отсюда возникло название улицы, на которой стоят ворота: Saint-James («Сен-Жан») — Святой Иаков по-гасконски. 

## Описание
Сооружение высотой 40 метров состоит из двух круглых башен, соединённых воедино чуть более высокой колокольней. Фланкирующие проезд башни увенчаны конусообразными куполами, навершие колокольни украшено позолоченным декоративным флюгером в виде леопарда. 
Изначально существовало трое таких ворот с «двойными» башнями, каждые из которых контролировали вход в городскую ратушу. Первоначально ворота состояли из четырёх круглых и зубчатых башен, к которым в XII веке добавились две одноэтажные башни. Эти последние располагались на месте нынешнего проезда Виктора Гюго, где в те времена проходил ров вдоль фортификационного вала. Изменения, сделанные между XV и XVII веками, сделали функциональное оборонительное сооружение более изящным. 

## Колокольня
Колокольня, предназначенная для набатного боя, появилась в XV веке. Большой колокол использовался магистратом для сигнала о начале сбора урожая винограда, набата при пожарах и других экстренных ситуациях, а также для особо торжественных церемоний. 
Существующие куранты датируются XVIII веком. 
12 июля 1886 года ворота внесены в реестр исторических памятников Франции. Куранты внесены в реестр в 1991 году.